# Histhan Mandali
Histhan Mandali – gaun wikas samiti w zachodniej części Nepalu w strefie Dhawalagiri w dystrykcie Myagdi. Według nepalskiego spisu powszechnego z 2001 roku liczył on 544 gospodarstw domowych i 2137 mieszkańców (1183 kobiet i 954 mężczyzn).